# Nariman Aitow
Nariman Abdrachmanowicz Aitow (ros. Нарима́н Абдрахма́нович Аи́тов; 28 grudnia 1925 w Kazaniu, zm. 17 sierpnia 1999 w Ałmaty) – radziecki socjolog, uhonorowany tytułem „Zasłużony Działacz Nauki RFSRR”.

## Publikacje
- Н. А. Аитов. История с историей социологии. „Социологические исследования”. 3, s. 139-142, 1997. (ros.).

Przekłady na język polski
- Nariman Aitow: Przemiany klasowego charakteru chłopstwa. W: Socjologia w ZSRR (Tyt. oryg.: Sociologiâ v SSSR). tł. Zbigniew Gajczyk et al. ; wybór artykułów oraz red. : G. W. Osipow. Warszawa: Państwowe Wydawnictwo Ekonomiczne, 1966, s. 269-291. (pol.).